# Chmielów (województwo podkarpackie)
Chmielów – wieś sołecka w Polsce położona w województwie podkarpackim, w powiecie tarnobrzeskim, w gminie Nowa Dęba. Leży nad Trześniówką i Mokrzyszówką.
Do 1954 roku istniała gmina Chmielów. W latach 1954–1972 wieś należała i była siedzibą władz gromady Chmielów. W latach 1975–1998 miejscowość administracyjnie należała do województwa tarnobrzeskiego. W latach 1973–1976 w gminie Tarnobrzeg.
Chmielów leży w Kotlinie Sandomierskiej, na Równinie Tarnobrzeskiej, częściowo na Wyniesieniu Miechocińskim.
| SIMC    | Nazwa     | Rodzaj    |
| ------- | --------- | --------- |
| 0800210 | Borek     | część wsi |
| 0800226 | Górka     | część wsi |
| 0800232 | Koniec    | część wsi |
| 0800249 | Lipka     | część wsi |
| 0800255 | Łan       | część wsi |
| 0800261 | Mogiły    | część wsi |
| 0800278 | Nadszosie | część wsi |
| 0800284 | Zagumnie  | część wsi |
| 0800290 | Zapłocie  | część wsi |

## Historia
Chmielów to jedna z najstarszych wsi leżących w Kotlinie Sandomierskiej. Człowiek na terenie Chmielowa pojawił się już w neolicie. W Chmielowie odkryto m.in. cmentarzysko z okresu (700-400 r. p.n.e.).
Wieś została założona w XIII wieku, jako wieś królewska.  Od Miechocina przez Chmielów i Komorów prowadziła na południe w głąb puszczy droga, którą przetarli pierwsi łowcy i ich wozy przewożące ubitą zwierzynę, by mięso już zasolone czy uwędzone spławiać dalej Wisłą do grodu sandomierskiego. Z końcem XII wieku Miechocin z nadania książęcego przeszedł w ręce prywatne Bogoriów, a Chmielów został wówczas siedzibą zarządu tej części puszczy przeniesiono do Chmielowa. Chmielów został zniszczony podczas najazdów tatarskich w roku 1241 i następnie 1253. Odbudowanie wsi, zapewne na nowym miejscu, trwało do 1374. Kolejny najazd, tym razem litewski, spowodował kolejne zniszczenia.
Jednak w XV i XVI wieku następuje rozwój Chmielowa. Stopniowo zmieniał się charakter gospodarczy – podstawą już nie jest łowiectwo, zbieractwo i hodowla, lecz rolnictwo. Według lustracji królewszczyzny starostwa sandomierskiego z roku 1569 oraz inwentarza z lat 1578 – 1586 w Chmielowie było 34 łowców, w Mokrzyszowie 20, Sobowie 2, Grębowie 5, Przyszowie 4.
Następny cios zadała wsi wojna polsko-szwedzka w latach 1660-1665. Zmniejszyła się wtedy liczba ludności i areał uprawianej ziemi. W latach 1772–1835 Chmielów jako dawna wieś królewska stanowił własność skarbu austriackiego. Po I rozbiorze Polski ziemie, które były położone w dorzeczach Wisły i Sanu znalazły się pod panowaniem Habsburgów austriackich, wtedy to Chmielów był odsprzedawany różnym rodzinom magnackim. Po 1835 klucz chmielowski złożony z wsi: Chmielów, Jadachy i Cygany został sprzedany spółce Karol Perrot i Jan Jędrzejewicz. Po uwłaszczeniu w 1848 r. wieś stopniowo traciła pańszczyźniany charakter. Poziom gospodarowania był niezbyt wysoki. Poprawa nastąpiła dopiero pod koniec XIX wieku i na początku XX wieku. W 1895 r. majątek ziemski we wsi kupili Tarnowscy z Dzikowa, najbogatsi ziemianie w tej okolicy. Wpłynęło to korzystnie na rozwój Chmielowa – wybudowano linię kolejową z Łodzi Kaliskiej do  Dębicy, kościół parafialny pw. św. Stanisława, tartak, młyn i gorzelnię. Dzięki tym zakładom Chmielów stał liczącym się ośrodkiem przemysłowym w powiecie tarnobrzeskim. W XIX wieku zbudowano w Chmielowie dworek nazywany Belwederem – w chwili obecnej zakupiony przez prywatnego właściciela poddawany jest gruntownemu remontowi celem doprowadzenia do stanu świetności. Na terenie przyległego parku znajdują się trzy pomniki przyrody:
- nr 641: lipa szerokolistna – Tilia platyphyllos,
- nr 331 i 332: dąb szypułkowy – Quercus Robur.

Agresja III Rzeszy na Polskę spowodowała, że Chmielów został zbombardowany 2 września 1939 roku przez niemieckie lotnictwo. W wyniku nalotu wieś poniosła dotkliwe straty – zginęło kilkadziesiąt chmielowian. Cel bombardowania nie został do tej pory jasno określony. Istnieje na ten temat kilka teorii:
1. Chmielów miał zostać pomylony przez lotnictwo niemieckie z wytwórnią amunicji w Nowej Dębie.
2. Atak był konsekwencją prywatnych zatargów z Niemcami mieszkającymi w Chmielowie, upokorzonymi po I wojnie światowej (jeden z nich był w czasie II wojny oficerem Luftwaffe)
3. Kolejny wątek może prowadzić do miejscowego tartaku, będącego własnością hr. Tarnowskich, którzy handlowali materiałem drzewnym z niemieckimi spółkami (Fussmann) zaopatrującymi Luftwaffe (materiał do przeanalizowania w Archiwum Dzikowskim, obecnie Państwowe Archiwum na Wawelu oddz. w Krakowie).

Warto dodać, iż w wyniku bombardowania ucierpiała ludność i zabudowa cywilna, natomiast zabudowania fabryczne, węzeł kolejowy i budynki parafii wraz z kościołem ocalały.
W Chmielowie znajduje się także pomnik upamiętniający bitwę pod Grunwaldem (w lasku w kierunku Jadachów).
W 1924 powstała parafia, a w 1926 ufundowano kościół św. Stanisława.
Na terenie tej miejscowości znajdują się dwa cmentarze. Jeden stary znajduje się w części wsi zwanej Mogiły (do czasów międzywojnia) oraz drugi, leżący przy drodze do Tarnobrzega. W północnej części wsi znajdował się cmentarz choleryczny (obecnie teren kopalni siarki), do którego wiedzie istniejąca do dzisiaj droga, zwana przez miejscowych Trupią lub Młyńską (przedłużenie tzw. wądołu) – określenie „Trupia droga” widnieje na mapie katastralnej Chmielowa z połowy XIX w., znajdującej się w Archiwum Państwowym w Rzeszowie.

## Gospodarka
Chmielów był prężnie działającą wsią, na jego terenie znajdowały się: młyn, tartak, cegielnia, spółdzielnia handlowa, skup żywca, zakład karny, zakłady budowlane (TPBP), poczta, ośrodek zdrowia, remiza strażacka.
Tartak i cegielnia spłonęły na początku lat 90. XX wieku. W chwili obecnej cegielnia została odbudowana, a w połowie 2011 roku, ruszyła produkcja materiałów ceramicznych.
Częściowo na terenie Chmielowa znajduje się zalana była kopalnia odkrywkowa siarki (Jezioro Tarnobrzeskie). W okolicach zbiornika, na terenie Chmielowa, wybudowano budynki rekreacyjne. Cały kompleks nazwano Tarnobrzeg 2 (pomimo że leży na terenie Chmielowa).
Pozostałością po infrastrukturze kopalni siarki jest osadnik, obecnie zadrzewiony (plantacja wierzby energetycznej).
Teren pozakładowy włączony jest do Tarnobrzeskiej Specjalnej Strefy Ekonomicznej.
Na terenie Chmielowa znajduje się Oddział Zewnętrzny Aresztu Śledczego w Nisku. Jest to zakład karny typu półotwartego i otwartego dla mężczyzn. Pojemność Oddziału Zewnętrznego w Chmielowie na dzień 31 grudnia 2007 r. wynosi 210 miejsc. W chwili obecnej trwają przygotowania do rozbudowy więzienia.
W wyniku eksploatacji siarki w Machowie, rozwój wsi został zablokowany przez ówczesne władze – nie można było budować nowych budynków. Obecnie budowanych jest wiele nowych domów. Na chwilę obecną w Chmielowie jest ok. 600 gospodarstw, które zamieszkuje ponad 2 tys. osób.
Chmielów to wieś rolnicza, obecnie jednak coraz mniej osób zajmuje się rolnictwem. Występują gleby bielicowe. Na tych mało żyznych glebach uprawia się owies, żyto i kukurydzę. Dużo gruntów zostało zalesionych. Wiele lasów wokół Chmielowa wchodzi w skład Puszczy Sandomierskiej. Głównymi drzewami są: sosna zwyczajna, dąb szypułkowy, olcha czarna i brzoza.

## Kultura i rozrywka
Znajdowały się tu Szkoła Podstawowa i Gimnazjum, połączone w Zespół Szkół. 19 września 2006 roku Fabian Dura – wieloletni dyrektor oraz budowniczy szkoły – zostaje patronem szkoły. Uroczystą mszę świętą koncelebrował biskup rzeszowski ks. bp Edward Białogłowski (pracujący w tutejszej parafii jako wikariusz w latach 1982–1984).
W Chmielowie funkcjonuje Ludowy Zespół Sportowy „Płomień” Chmielów, grający obecnie w klasie B.
Od 2007 r. w Chmielowie działa Młodzieżowa Orkiestra Dęta.
8 czerwca 2008 r. w Chmielowie odbył się „I Festiwal Orkiestr Dętych Ziemi Sandomierskiej”. Jest to impreza cykliczna mająca charakter przeglądu orkiestr dętych.
W byłej remizie strażackiej powstało Wiejskie Centrum Kultury im. ks. J. Twardowskiego, przy którym działa również Biblioteka Publiczna, Młodzieżowa Orkiestra Dęta i Mażoretki „Diament”.

## Komunikacja

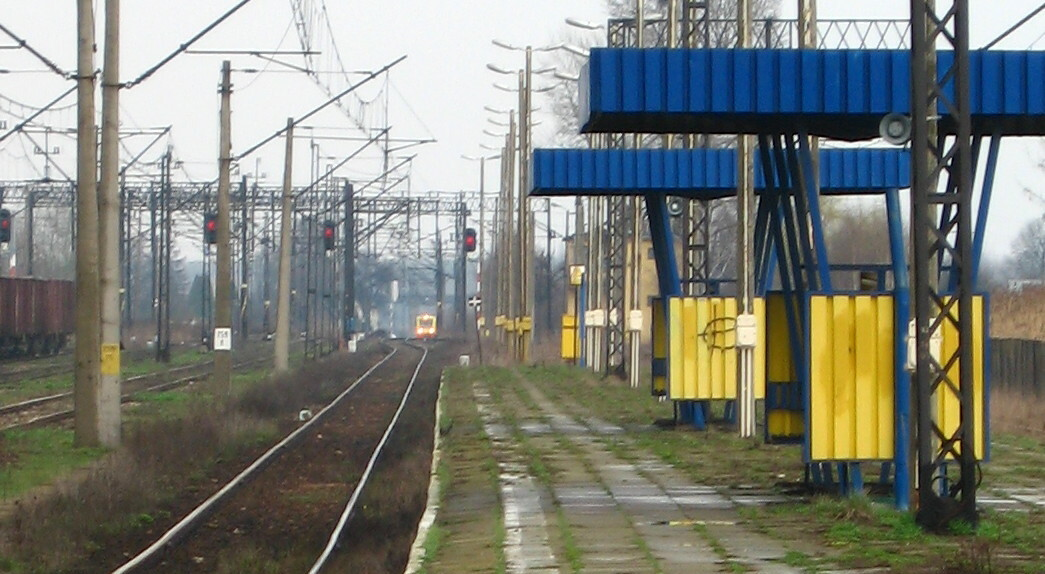
Stacja Chmielów (w tle wjeżdżający szynobus SA109-010)

W Chmielowie znajduje się jedna z największych stacji węzłowych na Podkarpaciu.
Przez Chmielów przebiegają linie kolejowe: 
- nr 25: Łódź Kaliska – Dębica,
- nr 70: Włoszczowice – Chmielów,
- nr 933: Chmielów – Machów (bocznica b. KiZPS Siarkopol).

Na terenie administracyjnym Chmielowa leży również stacja węzłowa Ocice, nazwana tak ze względu na bliskość wsi Ocice (obecnie dzielnica Tarnobrzega). Przez Ocice przebiegają linie kolejowe:
- nr 25: Łódź Kaliska – Dębica,
- nr 71: Ocice – Rzeszów.

Chmielów leży 6 km od Tarnobrzega, 8 km od Baranowa Sandomierskiego, 14 km od Nowej Dęby, 65 km od Rzeszowa, 165 km od Krakowa, 225 km od Warszawy.
Przez Chmielów przebiega droga krajowa nr 9  Radom – Rzeszów (część trasy europejskiej E371 (Gdańsk) Radom – Preszów).